# Ісайя Германовський
Ісайя Германовський (помер після 1777 ) — архімандрит Відомства православного сповідання Російської імперії, ректор Санкт-Петербурзької духовної семінарії (1766—1770). 

## Життєпис
Народився в Україні і навчався в Київській духовній академії. Постригся в чернецтво в 1753 в Чернігові і викладав у Чернігівській духовній семінарії риторику і піїтику  . 
У 1759 переміщений в Олександро-Невську семінарію вчителем риторики, а потім — філософії; з 1764 був її префектом, а в 1766 — 1770 — ректором, в сані архімандрита Миколаївського Старо-Ладозького монастиря  . 
У 1770–1775 служив настоятелем монастиря Назарету-Ніжинського, а в 1775–1777 — Києво-Михайлівського.
У 1766–1770 — ректор Санкт-Петербурзької семінарії. Був відомий, за словами Новікова, багатьма «вельми неабиякими» промовами, з яких надрукована тільки одна («Слово при торжестві другого прийому шляхетних дівчат у виховному товаристві», СПб. 1767 )  . 
Архімандрит Ісйая Германовський помер після 1777 року . 